# Aphamartania knutsoni
Aphamartania knutsoni là một loài ruồi trong họ Asilidae. Aphamartania knutsoni được Papavero miêu tả năm 1971. Loài này phân bố ở vùng Tân nhiệt đới.